# 美國恐怖故事：畸形秀
《美國恐怖故事：畸形秀》（英語：American Horror Story: Freak Show）為《美國恐怖故事》第四季，由FX有線電視網於2014年推出，首演於2014年10月8日。

## 劇情
這季的故事主軸是以前德国歌舞演艺明星艾尔莎·玛斯（Elsa Mars）開始發展。故事背景設定在1950年代，講述了一個靠畸形的怪人表演作為賣點的雜技團的興衰與發展。1952年，佛羅里達州的Jupiter小鎮。美國僅存的一個雜耍表演團竭力在電視時代到來之前將生意維持下去。艾爾莎·瑪斯(潔西卡·蘭芝飾演)是畸形秀的負責人，跑遍各區醫院，尋找最怪異的人類，極富表演慾，內心懷著好萊塢夢。貝蒂／多特·塔特勒(莎拉·保羅森飾演)為連體雙胞胎，擁有兩顆頭一個身體，姊妹兩人個性迥異。吉米·達林(伊凡·彼得斯飾演)，龍蝦人，富正義感與使命感。艾索·達林(凱西·貝茲飾演)，鬍子女，吉米的母親，是團裡的精神人物。隨著故事進展，角色的黑暗與悲慘過去將被一一揭露。
當地小鎮突如其來的連續謀殺案搞得居民人心惶惶，團員是否涉案開始被警方懷疑。另一方面，旅團的經營日漸困難，負責人艾爾莎開始尋找各種手段，試圖扭轉當前局勢。

## 演員
| 主要人物                               |                                               |                                                    |
| 演員                                   | 角色                                          | 備註                                               |
| 莎拉·保羅森 Sarah Paulson              | 貝蒂／多特·塔特勒 Bette and Dot Tattler       | 連體雙胞胎女子，涉嫌殺害親生母親。                 |
| 伊凡·彼得斯 Evan Peters                | 吉米·達林 Jimmy Darling                       | 「龍蝦人」。                                       |
| 麥克·切克里斯 Michael Chiklis          | 戴爾·托利多 Dell Toledo                       | 「大力士」。                                       |
| 法蘭西絲·康諾 Frances Conroy           | 葛蘿莉亞·摩特 Gloria Mott                     | 丹迪之母。                                         |
| 丹尼斯·歐海爾 Denis O'Hare             | 史丹利 Stanley                                | 曼斯菲爾德博士。                                   |
| 艾瑪·羅勃茲 Emma Roberts               | 瑪姬·艾絲莫瑞達 Maggie Esmerelda              | 曼斯菲爾德博士實驗助手，是個占卜師。               |
| 芬恩·維特羅克 Finn Wittrock            | 丹迪·摩特 Dandy Mott                          | 葛蘿莉亞之子，斯文帥氣，卻被母親當作小孩來寵。     |
| 安琪拉·貝瑟 Angela Bassett             | 黛西莉·杜普里 Desiree Dupree                  | 戴爾之妻，具有三個乳房的「陰陽人」。               |
| 凱西·貝茲 Kathy Bates                  | 艾索·達林 Ethel Darling                       | 吉米之母，戴爾前妻，「鬍子女」。                   |
| 潔西卡·蘭芝 Jessica Lange              | 艾爾莎·瑪斯 Elsa Mars                         | 「畸形秀」劇團負責人，亦為主秀。                   |
| 特別客串                               |                                               |                                                    |
| 演員                                   | 角色                                          | 備註                                               |
| 席莉亞·魏斯頓 Celia Weston             | 莉莉安·漢明斯 Lillian Hemmings                | 畸形博物館負責人。                                 |
| 魏斯·班特利 Wes Bentley                | 愛德華·莫德拉克 Edward Mordrake               | 19世紀中期的貴族，後腦杓有另一張臉，「雙面王子」。 |
| 加布蕾·絲迪貝 Gabourey Sidibe          | 芮吉娜·羅斯 Regina Ross                       | 朵拉之女。                                         |
| 丹尼·休斯頓 Danny Huston               | 馬西莫·道爾菲諾 Massimo Dolcefino             | 義肢製造者，艾爾莎舊情人。                         |
| 尼爾·派屈克·哈里斯 Neil Patrick Harris | 查斯特·克萊柏 Chester Creb                    | 魔術師。                                           |
| 馬修·波莫 Matt Bomer                   | 安迪 Andy                                     | 小鎮同志酒吧內的男妓。                             |
| 莉莉·拉貝 Lily Rabe                    | 瑪莉·尤妮絲·麥基修女 Sister Mary Eunice McKee | 精神療養院修女。                                   |
| 相關角色                               |                                               |                                                    |
| 演員                                   | 角色                                          | 備註                                               |
| 艾莉卡·歐文 Erika Ervin                | 亞馬遜·依芙 Amazon Eve                        | 「畸形秀」成員，身高二米，變性人。                 |
| 喬蒂·阿姆奇 Jyoti Amge                 | 瑪·派蒂特 Ma Petite                           | 「畸形秀」成員，袖珍女子，總被成員抱在懷中。       |
| 麥特·弗雷瑟 Mat Fraser                 | 保羅 Paul the Illustrated Seal                | 「畸形秀」成員，海豹肢患者。和潘妮相愛。           |
| 蘿絲·席金斯 Rose Siggins               | 蘇西 Legless Suzi                             | 「畸形秀」成員，下肢不全症患者。                   |
| 娜歐蜜·葛羅斯曼 Naomi Grossman         | 小胡椒 Pepper                                 | 「畸形秀」成員，小頭症患者，和第二季聯動。         |
| 克里斯多福·尼曼 Christopher Neiman     | 索提 Salty                                    | 「畸形秀」成員，小頭症患者，小胡椒的丈夫。         |
| 朱魯·林·瓦里克 Drew Rin Varick         | 吐魯斯 Toulouse                               | 「畸形秀」成員，侏儒，法國人。                     |
| 葛蕾絲·甘默 Grace Gummer               | 潘妮 Penny                                    | 原為護士，後成了「畸形秀」成員。                   |
| 約翰·卡羅·林區 John Carroll Lynch      | 小丑殺手 Twisty the Clown                     | 神經質小丑殺手。                                   |

## 反響

### 評價
《美國恐怖故事》第四季《畸形秀》獲得了正面好評。爛番茄給出了79％的新鮮度，7.29/10分。
| 《{{{title}}}》（2014–15年）：烂番茄追踪到的所有评论家的评论中，正面评论占比 |                                                              |
|                                                                              | 由于已知的技术原因，图表暂时不可用。带来不便，我们深表歉意。 |

### 獎項和提名
在第四季中，該系列獲得76項提名，其中21項獲獎。

## 外部連結
- 官方网站
- 《American Horror Story》各集列表 来自互联网电影数据库
- List of American Horror Story episodes （页面存档备份，存于） at TV.com
- 豆瓣电影上《美國恐怖故事：畸形秀》的資料 （简体中文）